# 99.ª Brigada Mixta (Ejército Popular de la República)
La 99.ª Brigada Mixta fue una unidad del Ejército Popular de la República que luchó en la  guerra civil española.

## Historial
La unidad fue creada en junio de 1937, en Alicante, en base al 296.ª batallón de la 69.ª Brigada Mixta. La otra parte de su composición eran reclutas, procedentes de las quintas de 1936, 1937 y 1938, así como reemplazos de 1931. El mando inicial de la 99.ª Brigada Mixta recayó en el comandante de infantería Hernando Liñán Castaño.
La brigada fue enviada al frente del Centro, quedando acantonada en Hoyo de Manzanares en previsión de su participación en la batalla de Brunete. Dos de sus batallones —el 393.º y el 394.º— llegaron a tomar parte en los combates de Quijorna, el 22 de julio, pero tuvieron una mala actuación y además sufrieron importantes pérdidas; como consecuencia de las mismas, la brigada fue retirada a retaguardia (al sector de Torrelodones) y sometida a una reorganización.
A comienzos de agosto la 99.ª BM fue asignada a la 47.ª División, si bien posteriormente sería asignada a la 69.ª División del I Cuerpo de Ejército. No volvió a tomar parte en operaciones militares de relevancia. En marzo de 1939, durante el golpe de Casado, la brigada apoyó a las fuerzas casadistas y marchó hacia Madrid, ocupando los distritos de Chamartín y Fuencarral. Unas semanas después, con el final de la guerra, la unidad se autodisolvió.

## Mandos
Comandantes
- Comandante de infantería Hernando Liñán Castaño;
- Mayor de milicias Miguel Ángel Sanz Cruz;
- Mayor de milicias Vicente Pertegaz Martínez;
- Mayor de milicias Casto Losada Quiroga;
- Mayor de milicias Benjamín Salvador Gil;

Comisarios
- Fernando Barahona Pérez, del PCE;

Jefes de Estado Mayor
- capitán Juan Chaves Martín;
- capitán de ingenieros Félix Fuentes Aparicio;
- teniente José M.ª López López;